# Aruitemo aruitemo
Az Aruitemo aruitemo (japán írással 歩いても 歩いても, körülbelüli jelentése: csak megyek és megyek) egy 2008-ban bemutatott japán film Koreeda Hirokazu rendezésében. Egy családi összejövetelen történő beszélgetéseket, visszaemlékezéseket mutat be. Címe Isida Ajumi egy régi zeneszámából, a filmben is elhangzó, bár különösebben fontos szerepet nem játszó Burú raito Jokohamából származó idézet.

## Cselekmény
|  | Alább a cselekmény részletei következnek! |

A filmnek rendkívül kevés cselekménye van, lényegét a beszélgetések és az apró jelenetek sokasága adja. Az idős házaspár, Jokojama Kjóhei és Tosiko otthonában összegyűlik a család, hogy megemlékezzenek az évekkel ezelőtt elhunyt egyik gyermekről, Dzsunpeiről. Megérkezik Rjóta fiuk feleségével és annak előző (elhunyt) férjétől származó gyermekével, Acusival, valamint Csinami lányuk férjével és két gyermekével. Kjóhei, a mogorva orvos keveset vesz részt a beszélgetésekben, de az kiderül, azt szerette volna, ha fia is orvos lesz, és Acusit is erre próbálja meg rábeszélni. A családtagok visszaemlékeznek a múltra, néha viccelődnek egy kicsit, máskor nem annyira kedvesek egymással, végül eltelik a nap. Csinamiék este utaznak haza, Rjótáék másnap reggel.
A film végén kiderül, hogy néhány évvel később az idős szülők meghaltak, és láthatjuk, amint Rjóta és felesége, valamint Acusi és az időközben született közös lányuk Dzsunpei sírjánál emlékezik.
|  | Itt a vége a cselekmény részletezésének! |

## Szereplők
- Harada Josio ... Jokojama Kjóhei, a családfő
- Kiki Kirin ... Jokojama Tosiko, az anya
- Abe Hirosi ... Jokojama Rjóta, az egyik felnőtt gyermek
- Nacukava Jui ... Rjóta felesége
- You ... Csinami, a felnőtt lánygyermek
- Takahasi Kazuja ... Csinami férje
- Tanaka Sóhei ... Acusi, Rjóta nevelt gyermeke

## Díjak és jelölések
| 2009 | Ázsiai filmdíj                            | Legjobb rendező               | Koreeda Hirokazu | Elnyerte |
| 2009 | Ázsiai filmdíj                            | Legjobb női mellékszereplő    | Kiki Kirin       | Jelölés  |
| 2010 | Chlotrudis díj                            | Legjobb rendező               | Koreeda Hirokazu | Elnyerte |
| 2010 | Chlotrudis díj                            | Legjobb együttes előadás      |                  | Jelölés  |
| 2010 | Chlotrudis díj                            | Legjobb film                  |                  | Jelölés  |
| 2010 | Chlotrudis díj                            | Legjobb eredeti forgatókönyv  | Koreeda Hirokazu | Jelölés  |
| 2008 | Hócsi filmdíj                             | Legjobb női mellékszereplő    | Kiki Kirin       | Elnyerte |
| 2009 | Japán akadémiai díj                       | Legjobb női mellékszereplő    | Kiki Kirin       | Jelölés  |
| 2009 | Kék szalag díj                            | Legjobb rendező               | Koreeda Hirokazu | Elnyerte |
| 2009 | Kék szalag díj                            | Legjobb női mellékszereplő    | Kiki Kirin       | Elnyerte |
| 2009 | Kinema Dzsunpó-díj                        | Legjobb női mellékszereplő    | Kiki Kirin       | Elnyerte |
| 2009 | Mainicsi-díj                              | Legjobb férfi főszereplő      | Abe Hirosi       | Elnyerte |
| 2008 | Mar del Plata-i filmfesztivál             | ACCA zsűridíj                 |                  | Elnyerte |
| 2008 | Mar del Plata-i filmfesztivál             | Legjobb film                  |                  | Elnyerte |
| 2010 | Mozikedvelők nemzetközi társaságának díja | Legjobb nem angol nyelvű film |                  | Jelölés  |
| 2008 | Nantes-i három földrész filmfesztivál     | Legjobb színésznő             | Kiki Kirin       | Elnyerte |
| 2008 | Nantes-i három földrész filmfesztivál     | Arany Montgolfière            | Koreeda Hirokazu | Jelölés  |
| 2008 | Nikkan Szupócu filmdíj                    | Legjobb női mellékszereplő    | Nacukava Jui     | Elnyerte |
| 2008 | Varsói nemzetközi filmfesztivál           | Nagydíj                       |                  | Jelölés  |